# Jonathan Legear
Jonathan Legear (født 13. april 1987 i Liège, Belgien) er en belgisk fodboldspiller, der spiller som højre kant eller alternativt angriber i Jupiler League-klubben Sint-Truiden. Han har spillet for klubben siden 2017. Tidligere har han repræsenteret blandt andet RSC Anderlecht og Standard Liège.
Med Anderlecht har Legear været med til at vinde hele tre belgiske mesterskaber og én pokaltitel.

## Landshold
Legear spillede i 2010 to kampe for det belgiske landshold, som han debuterede for den 8. oktober 2010 i en EM-kvalifikationskamp mod Kasakhstan.

## Titler
Belgiske Mesterskab
- 2006, 2007 og 2010 med Anderlecht

Belgiske Pokaltitel
- 2008 med Anderlecht

Belgiske Super Cup
- 2006, 2007 og 2010 med Anderlecht